# Hocus Pocus (film)
Hocus Pocus è un film commedia-fantastica del 1993 diretto da Kenny Ortega per la Walt Disney Pictures.

## Trama
A Salem il giorno del 31 ottobre 1693, le sorelle Sanderson Winifred, Mary e Sarah, tre streghe, rapiscono la piccola Emily Binx e grazie a una pozione le succhiano la linfa vitale per ridiventare di nuovo giovani. Il fratello Thackery cerca di salvarla, ma una volta scoperto viene trasformato in un gatto nero immortale. Gli abitanti del villaggio poi, allertati da un amico del ragazzo, catturano le tre streghe e le impiccano.
Trecento anni dopo, nella notte di Halloween, il giovane Max, la sua sorellina Dani e la loro amica Allison si intrufolano nella casa delle tre streghe, divenuta ora un museo e, come aveva predetto prima di morire Winifred, la leader delle sorelle Sanderson, un vergine (Max) accende una candela dalla fiamma nera che riporta in vita le tre streghe. Le malvagie sorelle cercano di catturare Dani, 
tuttavia Max riesce ad ingannarle e i tre insieme a Binx (capace di parlare) prendono il libro di stregoneria di Winifred e scappano. Quest'ultima spiega alle sorelle che la magia che le ha fatte ritornare vive avrà effetto solo quella notte, al sorgere del sole diverranno polvere a meno che non riescano a succhiare la linfa vitale di un'altra vittima, con la stessa pozione che avevano preparato la sera della loro impiccagione. Senza il libro però, non possono prepararla. I ragazzi intanto si rifugiano in un cimitero, dove le streghe non possono mettere piede perché terra consacrata e Binx racconta loro la sua storia. Improvvisamente, le tre streghe arrivano a bordo di scope e fanno resuscitare Billy, ex fidanzato di Winifred (e ucciso dalla stessa per gelosia), come uno zombie, affinché riprenda il libro dai ragazzi. I quattro scappano allora attraverso le fogne.
Intanto Winifred, Mary e Sarah girano per il paese, disorientate dalle modernità del nuovo secolo, e si accorgono che tutti i bambini indossano costumi da mostri. Capiscono quindi che la notte di Halloween è diventata una notte di festa. Max, Dani, Allison e Binx si dirigono in un locale dove ci sono tutti i genitori, per chiedere loro soccorso. Qui però le sorelle Sanderson giunte sul posto, incantano tutti con una canzone, costringendoli a ballare fino alla morte. Max e gli altri riescono poi con un inganno ad attirare le tre streghe in una scuola e a bruciarle in una fornace. Le sorelle però rimangono in vita grazie alla maledizione della candela, non potendo morire fino allo scadere prestabilito del tempo. Ritenendole morte, Max e Allison aprono il libro di incantesimi di Winifred per tentare di liberare Thackery dalla sua maledizione, nonostante il suo ordine perentorio di non aprirlo mai. Il libro emette così un fascio di luce che segnala la sua posizione alle tre sorelle. Queste raggiungono allora la casa di Max, rapiscono Dani e Binx e si riprendono il libro di incantesimi. Sarah, intanto, con una canzone stregata ipnotizza tutti i bambini di Salem per condurli fino a casa loro, dove le streghe preparano di nuovo la pozione magica.
Max e Allison, con un altro inganno, spaventano le streghe, liberano Dani e Thackery e rovesciano la pozione magica, poi corrono a rifugiarsi al cimitero. Inseguiti nuovamente dalle streghe  incontrano di nuovo Billy che però, passa inaspettatamente dalla loro parte (per vendicarsi dell'essere stato ucciso da Winifred). Raggiunti dalle Sanderson a bordo delle scope, la strega vuole far bere a Dani l'unica dose di pozione rimasta nel calderone per succhiarle la linfa vitale, ma Max, per salvare la sorella, la beve al suo posto. Winifred lo cattura e incomincia a succhiare la sua linfa ma i ragazzi, con l'aiuto di Binx e di Billy, riescono a farla precipitare a terra. La strega cerca di nuovo di succhiare la linfa di Max, ma avendo messo i piedi su un terreno consacrato, viene trasformata in una statua di pietra. Pochi istanti dopo sorge il sole e le tre sorelle muoiono. Max, Dani e Allison tornano alla loro vita, contenti di aver eliminato per sempre le Sanderson. Billy torna a riposare nella sua tomba. Binx, spezzato l'incantesimo, muore ed è finalmente libero di ricongiungersi con Emily nell'Aldilà. I genitori infine, liberi dall'incantesimo delle sorelle, tornano a casa ignari del pericolo a cui sono scampati, ma molto divertiti per la bella serata che hanno trascorso.
Prima dei titoli di coda viene mostrato il libro di magia di Winifred aprire lentamente il suo occhio, suggerendo che le tre sorelle potrebbero tornare nuovamente.

## Distribuzione

### Edizioni home video
Esistono solo due edizioni home video italiane del film: un'edizione VHS uscita nel novembre 1994 e un'unica edizione DVD edita da Warner Home Video nel 1999.

## Riconoscimenti
Vinti
- Saturn Award per i migliori costumi: Mary E. Vogt
- Young Artist Award per la miglior giovane attrice in ruolo di primo piano in una commedia: Thora Birch

Candidature
- Saturn Award per la miglior attrice: Bette Midler
- Saturn Award per la miglior attrice non protagonista: Kathy Najimy
- Saturn Award per il miglior film fantasy
- Saturn Award per i migliori effetti speciali
- Young Artist Award per il miglior giovane attore in ruolo di primo piano in una commedia: Omri Katz
- Young Artist Award per il miglior giovane attore in ruolo di primo piano in una commedia: Sean Murray
- Young Artist Award per il miglior giovane attore nel ruolo di voce fuori campo: Jason Marsden
- Young Artist Award per la miglior giovane attrice in ruolo di primo piano in una commedia: Vinessa Shaw

## Sequel
Nell'ottobre 2019 è stato annunciato Hocus Pocus 2, un sequel in fase di sviluppo come film esclusivo Disney+, con una sceneggiatura scritta da Jen D'Angelo. Poco dopo l'annuncio, Midler, Parker e Najimy hanno confermato l'interesse a riprendere i loro ruoli. 
Nel dicembre 2020 è stato annunciato ufficialmente che il film sarebbe stato presentato in anteprima su Disney+.
Il 20 maggio 2021 Bette Midler, Sarah Jessica Parker e Kathy Najimy hanno riconfermato tramite i social, la loro presenza nel sequel Hocus Pocus 2 nei panni delle tre sorelle Sanderson, annunciando che il film sarebbe uscito il 30 settembre del 2022. 
Il 28 giugno 2022 vengono pubblicati il poster e il teaser trailer del film.